# Liste der Ehrenbürger von Garching bei München
Die Ehrenbürgerwürde ist die höchste kommunale Auszeichnung der Stadt Garching b.München. Bislang wurden 7 Personen zu Ehrenbürgern ernannt.
Hinweis: Die Auflistung erfolgt chronologisch nach Datum der Zuerkennung.

## Die Ehrenbürger der Stadt Garching b.München
1. Johann Baptist Stein (1851–1925)
Pfarrer
Verleihung 1925
Stein war von 1906 bis zum Tod Seelsorger in Garching. Nach ihm ist auch eine Straße benannt.
2. Josef Wagner (1856–1934)
Bürgermeister a. D.
Verleihung 1926
Wagner wurde in Garching geboren und war von 1888 bis 1917 Bürgermeister von Garching. Während seiner Amtszeit wurde eine zentrale Wasserversorgung, ein Elektrizitätsnetz und ein neues Schulhaus errichtet. Für seine zukunftsweisende Planungstätigkeit wurde er zum Ehrenbürger ernannt. Nach ihm ist auch eine Straße im Ortszentrum benannt.
3. Johann Hermann (1885–1955)
Pfarrer
Verleihung 1955
Von 1932 bis 1954 war Herrmann Seelsorger in Garching. Er wurde für seine besonderen Verdienste um das Leben in der Gemeinde zum Ehrenbürger ernannt.
4. Rupert Angermair (1899–1966)
Theologe
Verleihung 1964
Angermair kam in Garching zur Welt. Er war Inhaber des Lehrstuhls für Moraltheologie an der Philosophisch-theologischen Hochschule in Freising. Nach ihm ist der Professor-Angermair-Ring benannt.
5. Josef Amon (1899–1974)
Altbürgermeister
Verleihung 1974
Der aus Franken stammende Amon war von 1952 bis 1972 Bürgermeister von Garching. Er erwarb sich als Mitglied der Ödlandgenossenschaft und des Bundesausschusses für Obst und Gemüse Verdienste um die Landwirtschaft. Während seiner Amtszeit wurde das Gewerbegebiet ausgebaut und der erste deutsche Atom-Forschungsreaktor errichtet. 1981 wurde die Rathausstraße nach ihm umbenannt.
6. Helmut Karl (1937–2012)
Altbürgermeister
Verleihung 2002
Karl war von 1972 bis 2002 Bürgermeister von Garching. Während seiner Amtszeit wandelte sich der Ort von einer Landgemeinde zur Universitätsstadt. Garching erhielt Anschluss an das Münchner U-Bahn-Netz und wurde als Hochschul- und Forschungsstandort weiter ausgebaut.
7. Theodor Hänsch (* 1941)
Physiker
Verleihung 2006
Hänsch ist Direktor am Max-Planck-Institut für Quantenoptik in Garching. Für seine Beiträge zur Entwicklung der auf Laser gegründeten Präzisionsspektroskopie wurde er 2005 mit dem Nobelpreis für Physik ausgezeichnet.